# Societat Coral Erato
La Societat Coral Erato és una coral fundada el 1862 a Figueres (Alt Empordà). Dedicada inicialment a la pràctica del cant coral i vinculada a la Federació de Cors de Clavé, l'entitat passà a organitzar altres activitats que a principis del segle XXI conformen disset seccions de caràcter cultural, social i esportiu. Aquesta entitat el 2012 va rebre la Creu de Sant Jordi. Joan Matas Hortal fou un dels seus membres més destacats i un dels seus fundadors, el 1862, a més del seu soci número 1 i soci d'honor.
L'any 1863 el cor d'homes de la Societat Coral Erato guanya en primer premi del Certamen a Barcelona, ho fa amb la sardana Arri Moreu de Pep Ventura, amb direcció coral de Gabriel Cotó. També va ser durant aquest període que l'Erato va publicar la seva pròpia publicació titulada El Pensament.
L'any 2011 l'Erato engega el projecte Erato Partitura Digital amb el qual digitalitza la seva col·lecció de partitures i particel·les. La col·lecció està formada per partitures manuscrites dels segles XIX i XX, amb composicions d'autors catalans i arranjaments d'obres universals i es pot consultar des de la web del projecte Memòria Digital de Catalunya.